# Casablanca (Chile)
Casablanca – miasto w Chile, w regionie Valparaíso, w prowincji Valparaíso.